# تريفور كوكس
تريفور كوكس هو لاعب هوكي الجليد كندي، ولد في 12 أغسطس 1995 في سري في المملكة المتحدة.

## وصلات خارجية
- تريفور كوكس على موقع دوري الهوكي الوطني (الإنجليزية)
- تريفور كوكس على موقع EliteProspects.com (الإنجليزية)
- تريفور كوكس على موقع HockeyDB.com (الإنجليزية)